# Kostel svaté Kateřiny (Pielgrzymowice)
Kostel svaté Kateřiny (polsky: Kościół św. Katarzyny) je dřevěný římskokatolický farní kostel v obci Pielgrzymowice v gmině Pawłowice v okrese Pszczyna ve Slezském vojvodství v Polsku, náleží pod katolickou farnost svaté Kateřiny v Pielgrzymowicích děkanátu Pawłowice arcidiecéze katovické. Kostel je zapsán ve vojvodském seznamu památek pod registračním číslem 56/65 z 14. prosince 1965 a je součástí Stezky dřevěné architektury ve Slezském vojvodství.

## Historie
První písemná zmínka o dřevěném kostele v obci uváděné jako Peregrini pochází z let 1335–1342 z register papežských desátků (liber beneficiorum). Také byl jmenován v Svatopetrském haléři z roku 1447. V 15. a 16. století byl kostel využíván protestanty. V rámci rekatolizace od roku 1654 byl opět v rukou katolíků. V roce 1675 byl zničený kostel, který pravděpodobně shořel, postaven tesaři Andrzejen Wernerem a Błażejem Dudou. Další oprava byla provedena v roce 1746 a také byla přistavěna dřevěná věž. V letech 1908–1911 byl kostel zvětšen na úkor původního stavu. Bylo postaveno větší kněžiště a na severní straně byla přistavěna sakristie a kaple. Kostel byl pokryt šindelem. V závěru druhé světové války byla věž poškozena dělostřeleckou palbou a po roce 1945 byla barokní střecha nahrazena čtyřbokou věžičkou.

## Architektura

### Exteriér
Kostel je orientovaná jednolodní dřevěná roubená stavba postavená na cihelné podezdívce na návrší. Kněžiště je menší než loď, je ukončené trojbokým závěrem a z jihu přiléhající malou přístavbou s oratoří v patře. Loď má půdorys obdélníku se sakristií a kaplí na severní straně a předsíní na jihu s bočním vchodem. Dvou hřebenová sedlová střecha nad lodí a kněžištěm je krytá šindelem. Na hřebeni lodi je umístěn osmiboký sanktusník s lucernou a cibulovou bání krytou plechem. Stěny kostela jsou deštěné a obtočené sobotami s šindelovým pultovým zastřešením.. 
Věž se nachází na západní straně kostela. Je štenýřové konstrukce s přesahujícím zvonovým patrem, zakončená čtvercovou věžičkou s jehlanovou střechou krytou šindelem (původně s barokní bání s lucernou). Stěny zvonového patra a věžičky jsou deštěné, stěny věže jsou pokryté šindelem. 
Kolem kostela se nachází hřbitov ohrazený dřevěným plotem se dvěma zastřešenými dřevěnými bránami. K západní bráně vedou široké schody, druhá je na východní straně. U bran jsou postaveny kříže, na jednom z nich je uveden rok 1842.

### Interiér
Vnitřek kostela má převážně barokní vybavení. Strop v lodi a kněžišti je zaklenut značně zploštělou valenou klenbou, zdobený polychromií imitující kazety. Stěny pokrývají malby s motivy lidových dekorů. Výmalbu a vitráže v oknech jsou podle projektu Pawła Stellera. Na kruchtě, která je podepřena čtyřmi dřevěnými sloupy, se nachází varhany z roku kolem 1850 vyrobené Johannem M. V. Haasem. Hlavní oltář je s obrazem patronky kostela adorující Panně Marii. V boční kapli je oltář pozdně barokní s obrazem Panny Marie Růžencové z 19. století a v nástavci Hold Tří králů z 17. století malovaný na desce. Dřevěná křtitelnice na spirálové noze a ambon pochází ze 17. století.

## Galerie

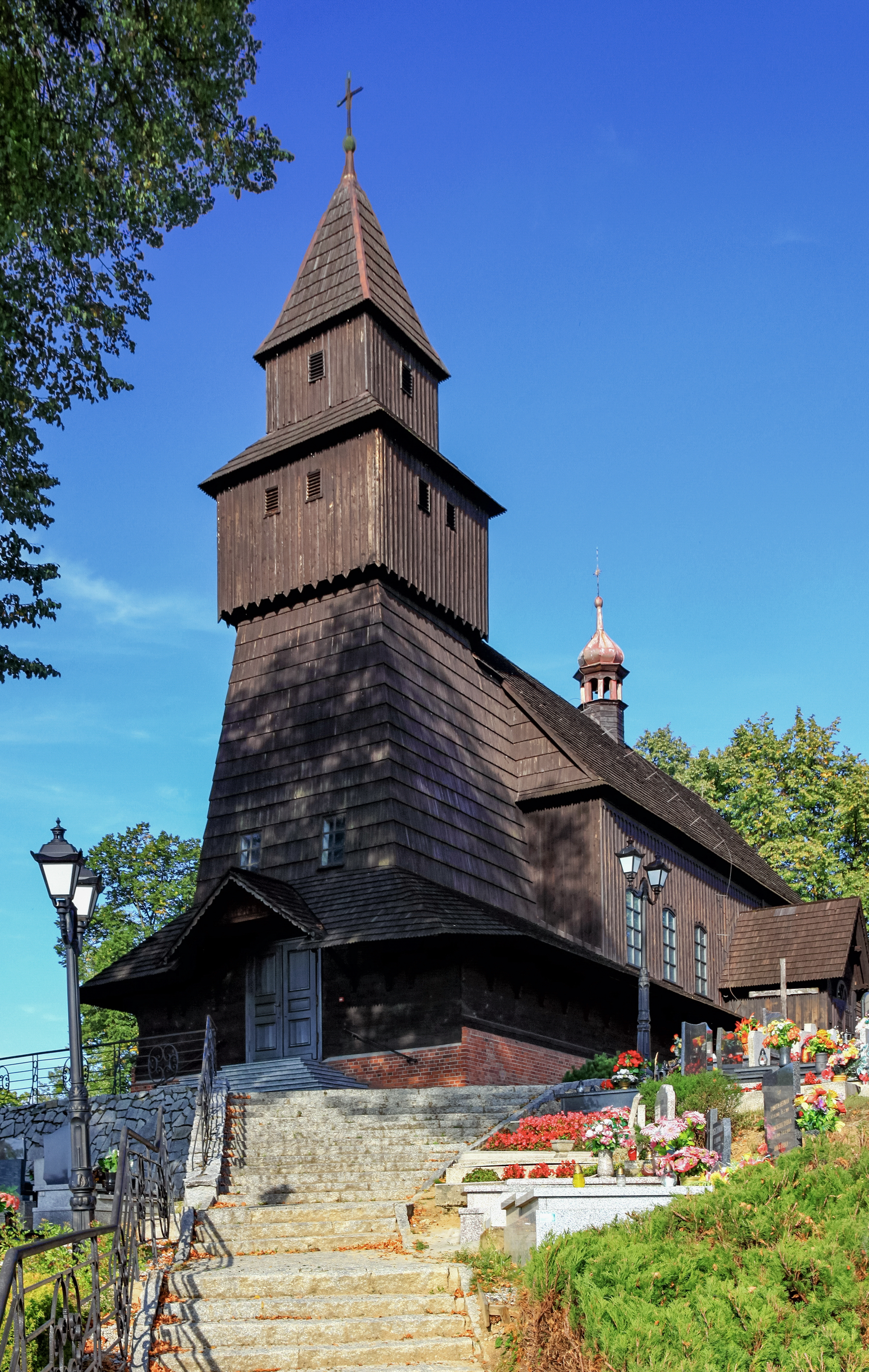
Západní průčelí s věží
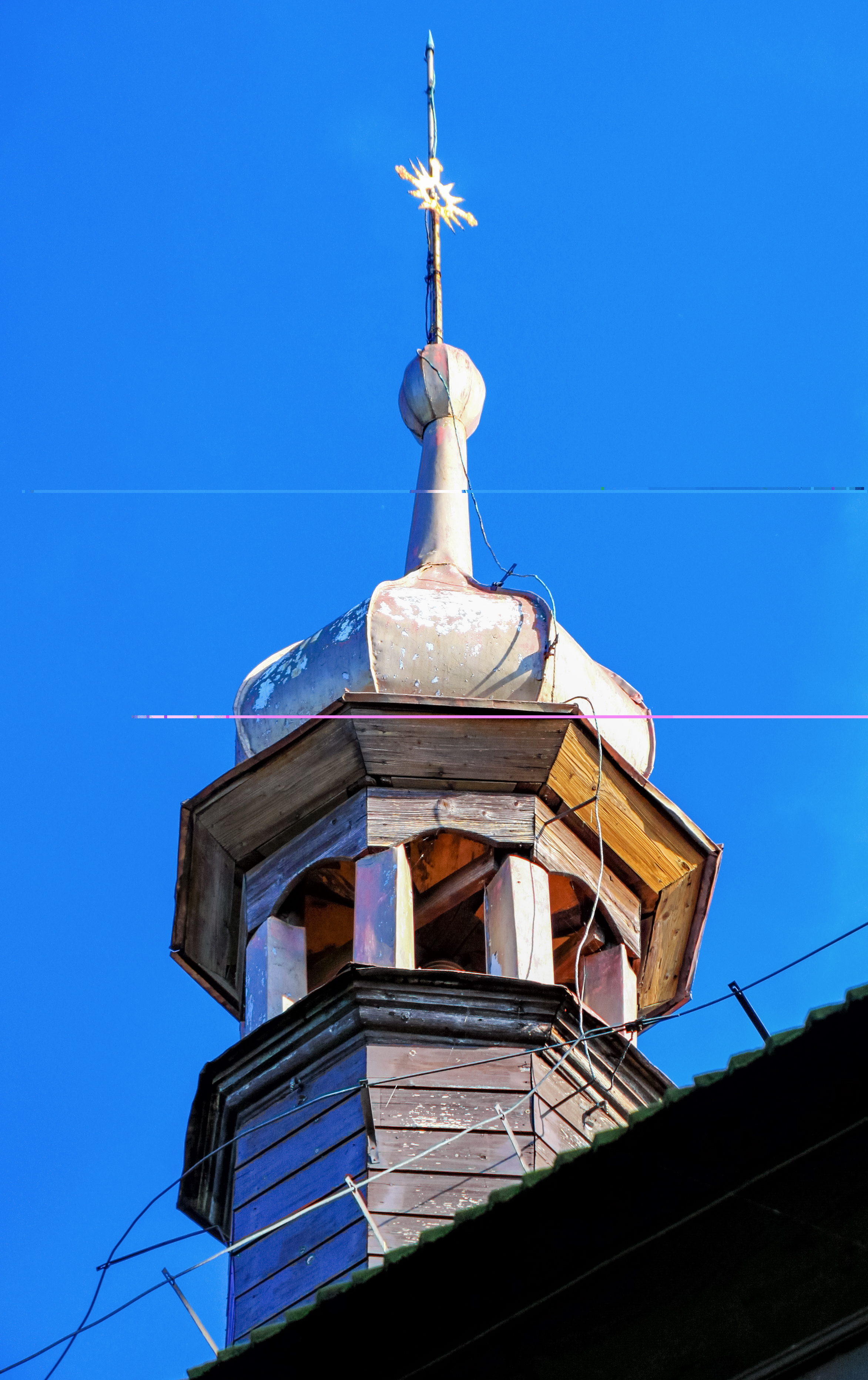
Sanktusník
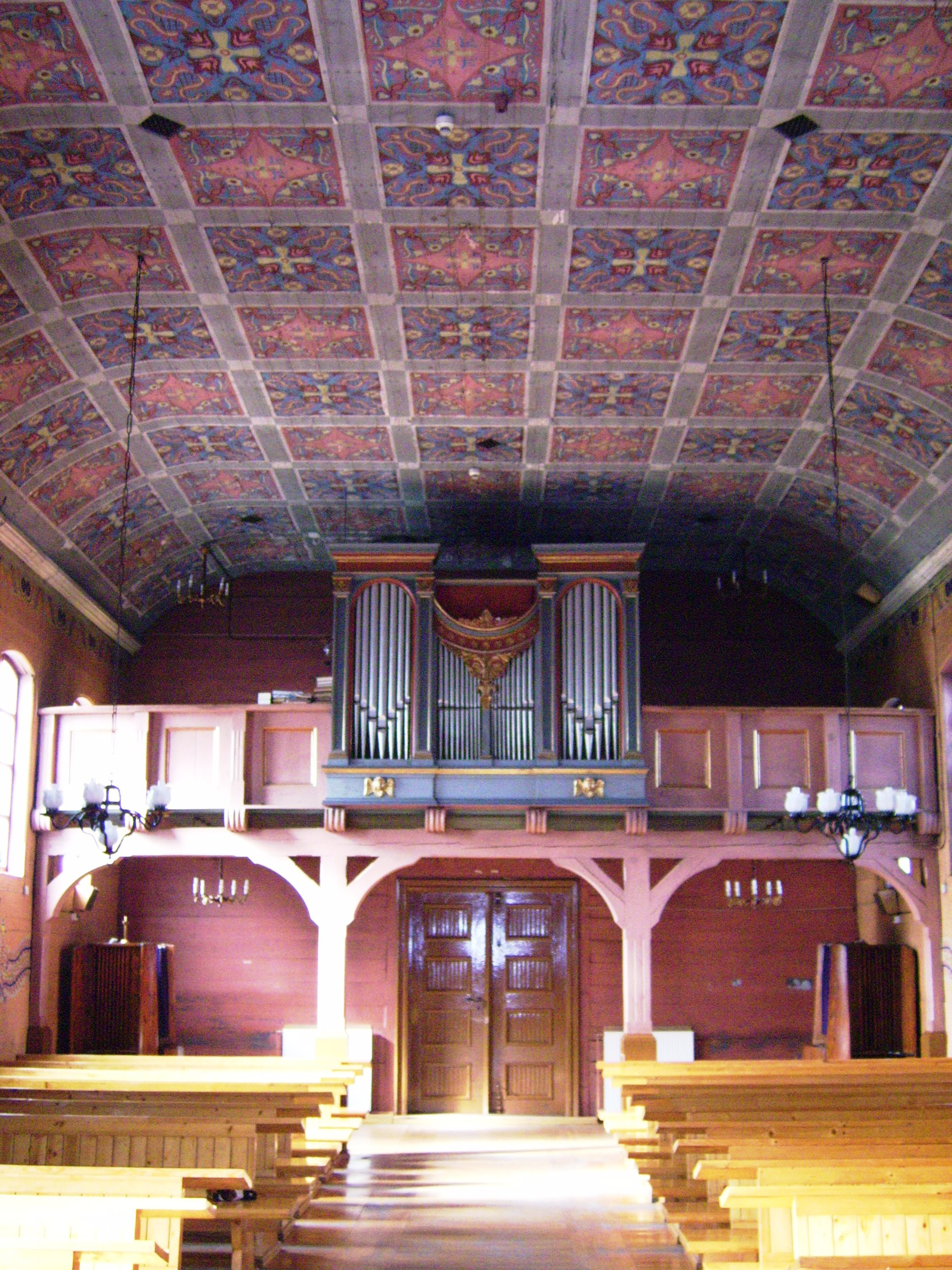
Polychromovaný strop a kruchta s varhany
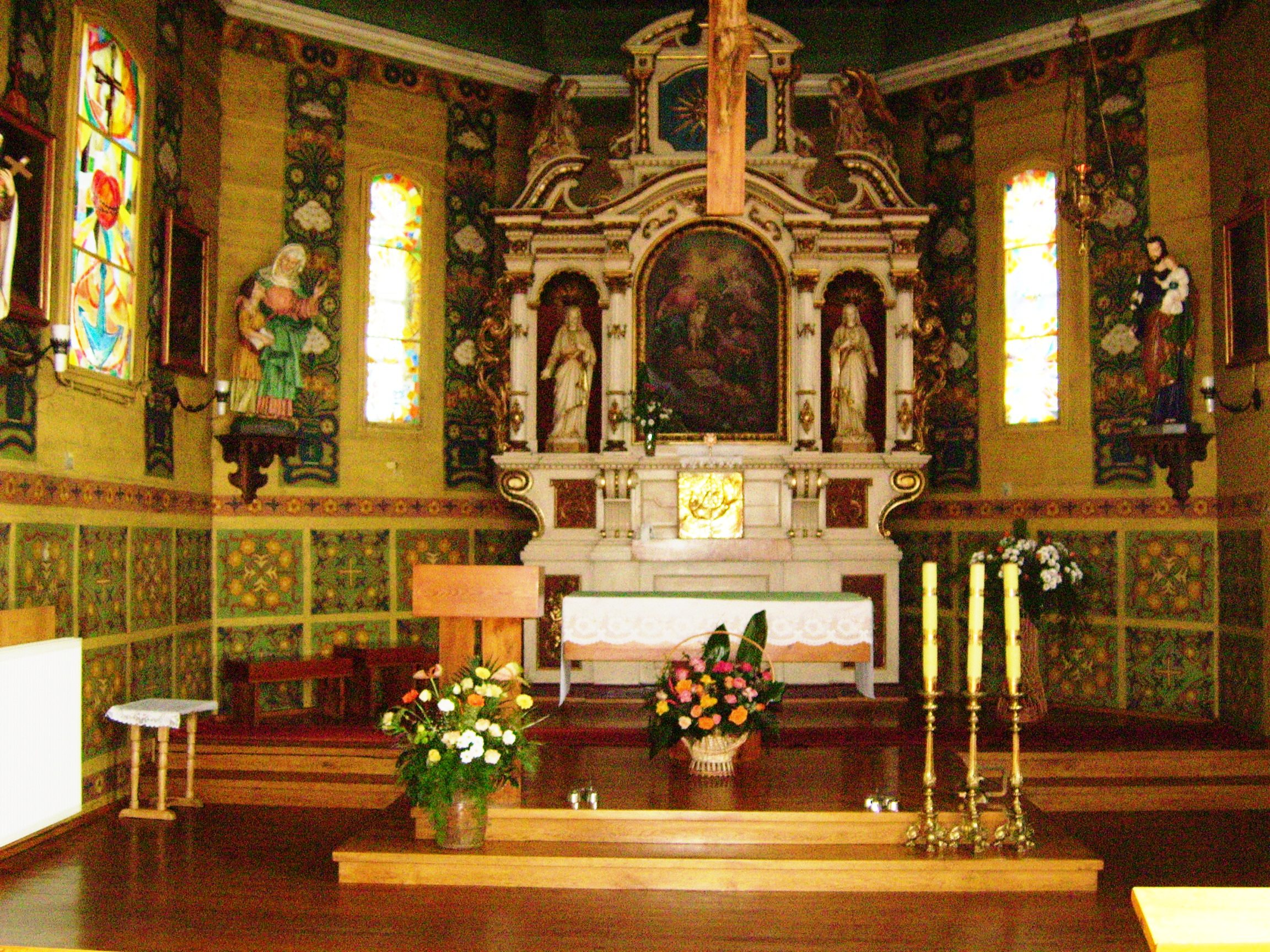
Hlavní oltář
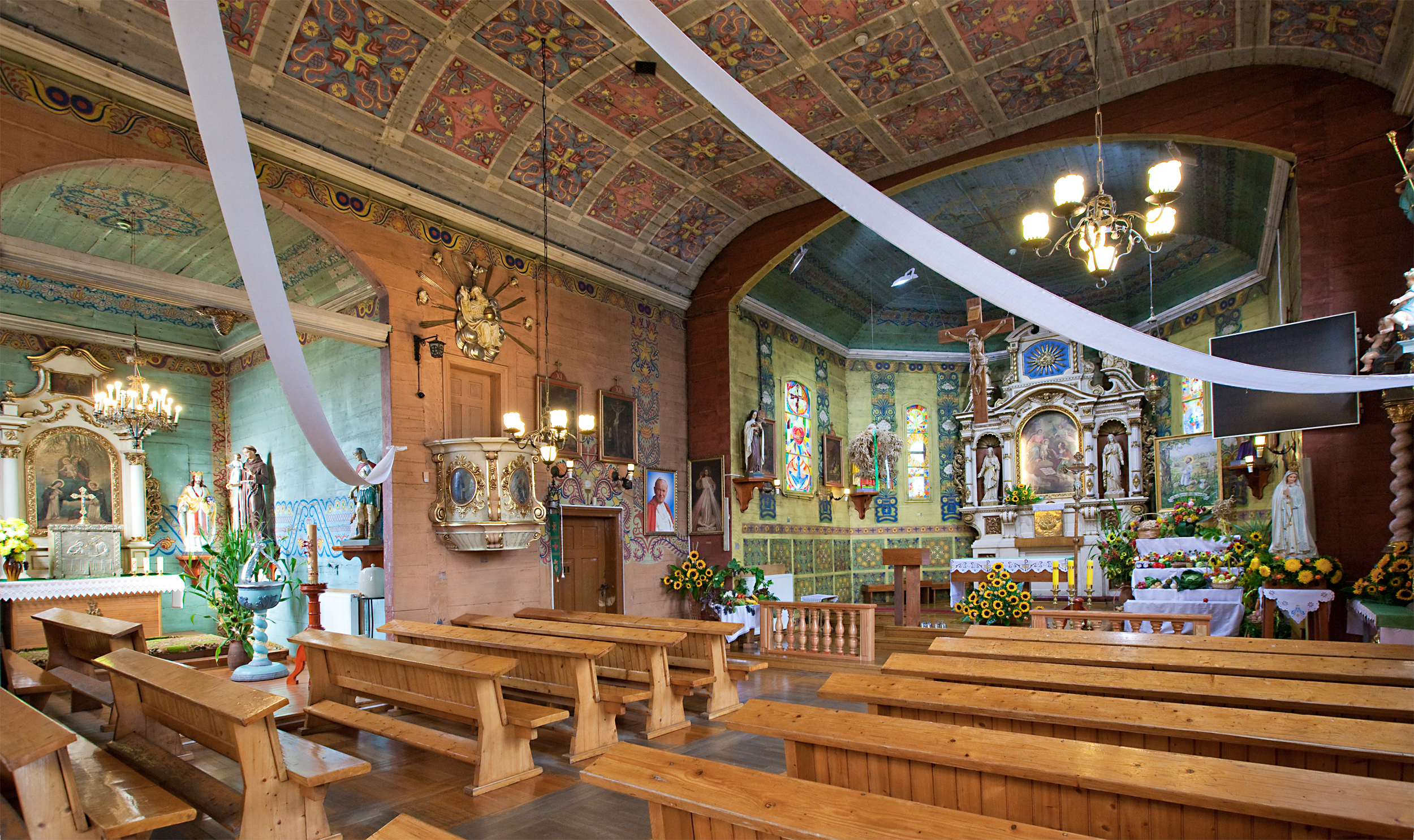
Loď a boční kaple